# Екерьо (община)
Община Екерьо (на шведски: Ekerö kommun) е разположена в лен Стокхолм, централна Швеция с обща площ 387 km2 и население 26 355 души (към 31 декември 2013). Административен център на община Екерьо е едноименния град Екерьо.